# أرتور دوارتي دي أوليفيرا
أرتور دوارتي دي أوليفيرا (27 ديسمبر 1969 في البرازيل - ) هو مدرب كرة قدم ولاعب كرة قدم برازيلي في مركز الهجوم. لعب مع بوتافوغو ريغاتاس ونادي بوافيشتا ونادي بورتو ونادي فيتوريا ونادي فيغورينسي ونادي ريمو وRio Branco Football Club ‏ وIndependência Futebol Clube ‏.

## وصلات خارجية
- أرتور دوارتي دي أوليفيرا على موقع قاعدة بيانات كرة القدم.إي يو (الإنجليزية)